# الرهان (قصة قصيرة)
الرِهان (بالروسية: Пари) هي قِصة قصيرة كَتبها أنطون تشيخوف سنة 1889م وَتَدُور أحداثُها حَولَ رِهان حدثَ بينَ رجل مَصرفي وَمُحامي شاب عمّا إذا كانت عقوبة الإعدام أَفضل أَو أسوأ مِن السِّجن المُؤبد. تَتكون القِصة من مجموعة أَحداث مُتوالية وَمُتسلسلة يَتخلَلُها حَبكة لِجعل القِصة أَكثر تَشويقاً.

## الأحداث
يَعود المَصرفيّ بالذاكرة إلى تلك المُناسبة التي حَدث بها الرهان قبل خمسة عشر سنة، فيتذكر ذلك النقاش الذي دار بين ضيوف حفلته حول عقوبة الإعدام، حيث أنه أيَّد هذه العقوبة؛ لأنه يرى أنها أكثر إنسانية من السجن مدى الحياة. في حين أن المُحامي الشاب خالفه الرأي مُصِّراً على أنه سيختار السجن مدى الحياة على الموت.
وافق الاثنان على رهانٍ قيمته مليونا الروبل يدفعها المصرفيّ للمحامي إذا استطاعَ أن يَعيش مُنعزلاً في حبس انفرادي لمدة خمسة عشر عاماً. تم سَجن المُحامي في غُرفة صغيرة وقد كان يمضي أوقاته في قراءة الكُتب، وَالكِتابة، وَالعَزف على البيانو، وَالدِراسة، وَشُرب الخمر، وَتعليم نَفسه. وَقد وُجِدَ أنَّ المُحامي يَنمو باستمرار خلال القصة، ورأينا مراحله المختلفة خلال فترة تواجده في السجن. في البداية عانى المُحامي من الوحدة الشديدة والاكتئاب ولكن فيما بعد بدأ يدرس بكِّد وَنشاط، حيث أنهُ بدأ رحلته الدراسية في دراسة اللغات وما يتعلق بها ثم انتقل لدراسة العلوم المختلفة والأدب والفيزياء ومواضيع عشوائية كثيرة، فقد أنهى 600 مُجلد خلال أَربع سنوات، ثم في السنوات اللاحقة درس الإنجيل وتاريخ الدين، وفي السنوات الأخيرة ركز دراسته بشكل كبير على الطب والفيزياء والفلسفة وفي بعض الأحيان كان يقرأ لبايرون أو شكسبير.
في هذه الأثناء تراجعت ثروة المصرفيّ، وأدرك أنه خسر الكثير من أمواله وأن تسديد الرهان سيؤدي إلى إفلاسه، وَلِكي يحمي نفسه من خسارة أخرى قَرَرَ المصرفي قبل يوم واحد من انتهاء الخمسة عشر السنة المتفق عليها قتل المحامي وبذلك يتهرب من تسديد قيمة الرهان، ذهب إلى الغُرفة التي يُحبس بِها المُحامي وَلكن قبل أن يهمَّ بِقتله وَجد رسالة كتبها المحامي يقول فيها أنه في الفترة التي قضاها في السجن تعلم أن يحتقر الماديات على اعتبار أنها أشياء عابرة وأن المعرفة أهم من المال ولهذا فإنه يتنازل عن مال الرهان، صُعِقَ المصرفي مما قرأه ولم تُصدق عيناهُ، ثم قام بتقبيل المحامي على رأسه وغادر وهو مرتاح، فَلم يَعد بِحاجةٍ لِقتل أَي أحد.
وَفي الصباح الباكر أخبر الحارس المصرفيّ أن المحامي قد غادر قبل الموعد المضروب وبذلك يَكون المُحامي قَد خَسِرَ الرِهان وحفظَ حياته وبالتالي حَفظ أَموال المَصرفيّ.

## الشَخصيات
هناك شخصيتان رئيسيتان فِي القِصة وَهُما (المَصرِفيّ وَالمُحامي)، إضافةً إلى شخصيات ثانوية أُخرى لها أَسماء في قصة تشيخوف القَصيرة.

### المَصرفي
يُحب المصرفيّ مواقع السلطة وممارسة القوة على الآخرين، خاصة أؤلئِكَ الذين يخالفونه الرَأي.
تَتغير شخصية المصرفيّ تغيراً كبيراً في القصة، حيث أنه في البداية يكون صاحب ثروة كبيرة ومستعد للرهان ودفع مليون روبل، وَموقفه في نهاية القصة بعدما أفلس وأصبح مستعداً للقتل كي لا يخسر المزيد من المال، وهذا إن دل فإنه يدل على ضعف شخصيته وتعلق قلبه بالكماليات وماديات الحياة ويرى أن أهمية هذه الكماليات أكثر من أهمية الإنسان حيث أنه كان جاهزاً للقَتل مِن أَجل المال ولا شيء ممكن أن يحركه وَيؤثر عَليه وَيُغيره سِوى المَال.

### المُحامي
تُعتبر شَخصية المُحامي شخصية مستمرة، فهو ذكي، ويعمل دائماً على تحفيز نفسه، كما أنه قد صمد خمسة عشر عاماً على عكس اعتقاد المصرفي الذي ظن أنه لن يتحمل السجن كل هذه المدة، فلقد اكتسب ذكاءً من فرط قراءته للكتب والذي انعكس عَليه حين قرر عدم المطالبة بأموال الرِهان.
شخصية المُحامي ديناميكية جداً; فهو شاب صبور على استعداد أن يمضي خمسة عشر عاماً من حياته في السجن من أجل أن يكسب مليونا روبل، وقد قامَ السِجن بتغيير حياته بشكل إيجابي فقد قرأ الكُتب وتعلم اللغات والعزف على البيانو، واكتسب معرفة كبيرة جعلته يتنازل عن مليوني روبل، وَالاستقرار بعدها مثبتاً وجهة نظره.

## روابط خارجية
- The Project Gutenberg EBook of Best Russian Short Stories, including "The Bet"
- مُسلسل مَرايا، حلقة الرِهان المُقتبسة عن قصة تشيخوف على يوتيوب
- الرهان سهرة تلفزيونية من بطولة يحيى الفخراني